# Frontières de la Belgique

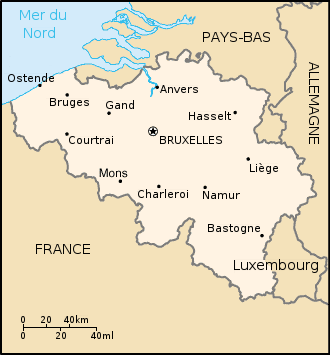
Carte de Belgique (en clair), mettant en évidence ses frontières terrestres avec les pays voisins.

Cet article traite des différentes frontières de la Belgique. 
Le royaume de Belgique compte quatre frontières internationales terrestres avec différents états européens :
- Une frontière terrestre avec l'Allemagne
- Une frontière terrestre avec la France
- Une frontière terrestre avec le grand-duché de Luxembourg
- Une frontière terrestre avec les Pays-Bas.

Il possède également une frontière maritime avec le Royaume-Uni par le biais de la mer du Nord.
Celles-ci ont subies plusieurs évolutions depuis la création du pays et son indépendance du royaume uni des Pays-Bas le 4 octobre 1830 à la suite de la révolution belge.

## Frontières

### Frontières terrestres

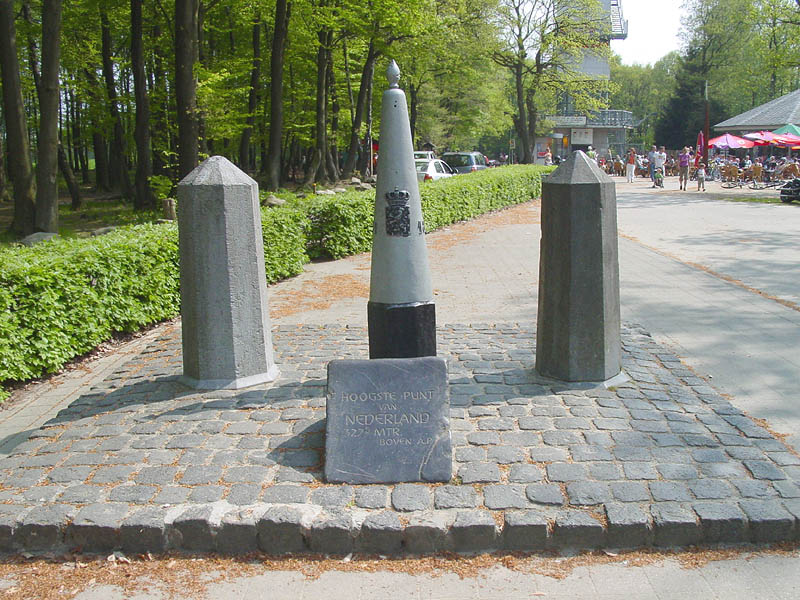
Le tripoint de Vaalserberg sur la frontière entre la Belgique et les Pays-Bas est l'un des trois tripoints des frontières belges et est également le point culminant des Pays-Bas avec ses 323 mètres.

La Belgique partage des frontières terrestres avec ses quatre pays voisins, Allemagne, France, Luxembourg et Pays-Bas, pour un total de 1 385 km de frontières.
Ces frontières forment trois tripoints transfrontaliers internationaux notables :
- Le tripoint Allemagne-Belgique-Luxembourg, à Ouren (commune de Burg-Reuland), dans la Province de Liège.
- Le tripoint Allemagne-Belgique-Pays-Bas, au Vaalserberg (commune de La Calamine), dans la province de Liège.
- Le tripoint Belgique-France-Luxembourg, à Athus (ville d'Aubange), dans la province de Luxembourg.

### Frontières maritimes
La Belgique possédant une façade maritime au nord-ouest du pays, sur la mer du Nord, plusieurs traités de délimitation maritime ont été signés avec les trois pays limitrophes :
- France (délimitation de la mer territoriale et du plateau continental, le 8 octobre 1990[2],[3])
- Pays-Bas (délimitation de la mer territoriale et du plateau continental, le 18 décembre 1996[4],[5])
- Royaume-Uni (délimitation du plateau continental, le 29 mai 1991[6])

### Récapitulatif
Le tableau suivant récapitule l'ensemble des frontières de Belgique :
| Pays        | Terre (km) | Mer (km) | Total (km) | Notes |
| ----------- | ---------- | -------- | ---------- | ----- |
| Allemagne   | 167        | —        | 167        |       |
| France      | 620        | 56       | 676        |       |
| Luxembourg  | 148        | —        | 148        |       |
| Pays-Bas    | 450        | 80       | 530        |       |
| Royaume-Uni | —          | 41       | 41         |       |
| Total       | 1 385      | 177      | 1 562      |       |

## Curiosités

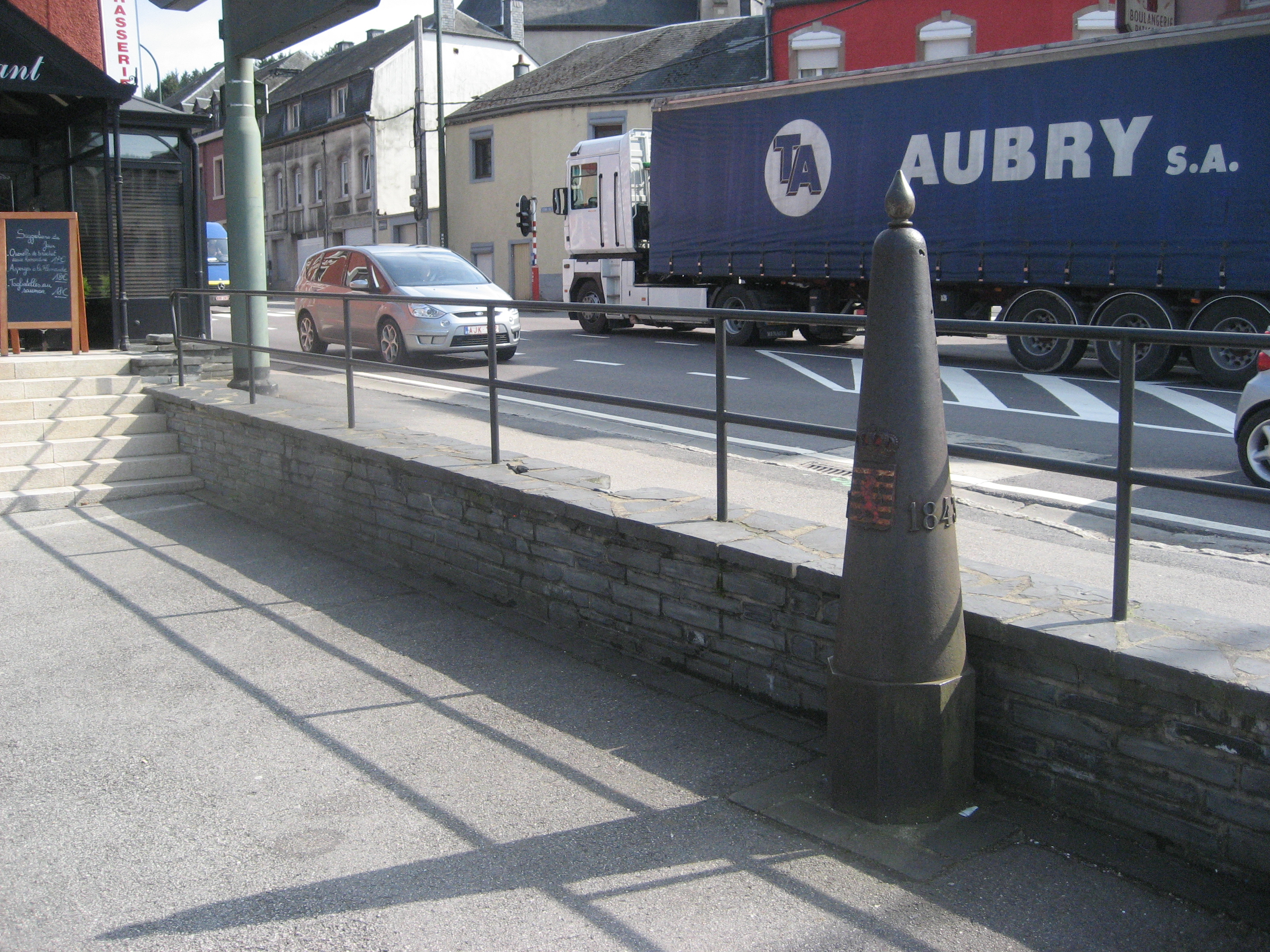
La borne frontière « LB 168 » à Martelange (Belgique) et Rombach (grand-duché de Luxembourg), traçant la frontière entre la Belgique et le Luxembourg le long de la nationale 4 depuis la scission du Grand-duché de Luxembourg de 1839.

- Les différentes frontières terrestres sont délimitées par des bornes frontière dont certaines sont encore celles éditées par le congrès de Vienne de 1815 pour séparer le royaume uni des Pays-Bas du Royaume de Prusse : les bornes frontières belgo-prussiennes.
- Le tripoint Belgique-France-Luxembourg est constitué de deux bornes frontières, l'une belge et l'autre luxembourgeoise, situées de part et d'autre de la Chiers.
- Le tripoint Belgique-Pays-Bas-Allemagne est le point culminant des Pays-Bas (colline du Vaalserberg) mais n'a pas la même altitude que l'on soit d'un côté ou de l'autre de la frontière. Ceci étant dû à la différence de référent altimétrique entre chaque pays. Il culmine à 322,4 m pour les Pays-Bas, qui utilisent le niveau Niveau normal d'Amsterdam, mais à 324,73 m en Belgique qui utilise le Deuxième nivellement général.
- La nationale 4 fait office de frontière entre la Belgique et le Luxembourg à Martelange et coupe le village en deux depuis la scission du Grand-duché de Luxembourg de 1839.
- Nonante et un postes d'alerte et de surveillance militaires furent construits entre 1937 et 1940 le long des frontières avec l'Allemagne et le Luxembourg pour prévenir une éventuelle invasion du Troisième Reich, qui eut toutefois lieu dès le 10 mai 1940 par le lancement de la campagne des 18 jours. Ces postes s’étendaient de Lixhe (province de Liège) à Athus (province de Luxembourg) et certains sont encore visibles aujourd'hui.
- Plusieurs enclaves et exclaves existent le long de la frontière entre la Belgique et les Pays-Bas dans les communes de Baerle-Duc et Baarle-Nassau.